# Société de microélectronique et d'horlogerie
« SMH » redirige ici. Pour les autres significations, voir Société de microélectronique et d'horlogerie.
 (août 2022).
La SMH, Société de microélectronique et d'horlogerie, est une ancienne holding créée par les banques suisses en 1983 par la fusion de deux holdings horlogères.
Les deux sociétés à la base de la SMH sont la Société suisse pour l'industrie horlogère (SSIH), fondée en 1930 par Omega-Tissot, et l'Allgemeine Gesellschaft der Schweizerischen Uhrenindustrie (ASUAG), fondée en 1931 par les banques et le Conseil fédéral. Ces deux dernières sociétés sont toutes deux dissoutes.
Le siège social de la holding SMH se trouvait à Neuchâtel, alors que son siège administratif est situé à Bienne.

## Création de la holding
« Entre 1981 et 1983, les banques suisses injectent plus de 900 millions dans les groupes SSIH et l'ASUAG », pour faire face à la crise du quartz. Parallèlement, en 1982, sous l'impulsion de Ernst Thomke, la firme ETA de Granges invente la Swatch, une montre à quartz en plastique bon marché, mais un audit sur la solvabilité de l'horlogerie suisse est demandé par les banques créditrices à la firme zurichoise Hayek Engineering. Le rapport produit par cette société de conseil oblige les deux grands groupes horlogers suisses à fusionner afin de faire face à leurs difficultés économiques. L'ancien CEO de Ebauches SA et de ETA SA, E. Thomke est appelé à la tête du conglomérat SMH nouvellement établicomme premier CEO. En outre, le rapport propose aussi de lancer une montre bon marché en plastique en utilisant la technique du quartz et la firme ETA de Granges est à même de développer le produit requis dès 1983.
Cependant, en 1985, Nicolas Hayek et un groupe d'investisseurs rachètent 51 % du capital-actions du groupe SSIH-ASUAG pour la somme dérisoire de 153 millions de francs. En 1991, grâce à l'appui des banques, Nicolas Hayek remplace E. Thomke à la tête du groupe, qui prend alors le nom de Société suisse de microélectronique et d'horlogerie SA (SMH), marquant la fin de l'indépendance de plusieurs marques historiques. Néanmoins, ce regroupement forcé des marques dans la SMH s'apparente aussi à un sauvetage, car un certain nombre d'entre elles vont prospérer plus tard au sein du Swatch Group.

## Liste des marques affiliées (avec leur date de fondation)
- marques apportées par la SSIH :
  - Tissot (1853)
  - Omega (1848)
  - Lémania (1884)
  - Hamilton (1892)

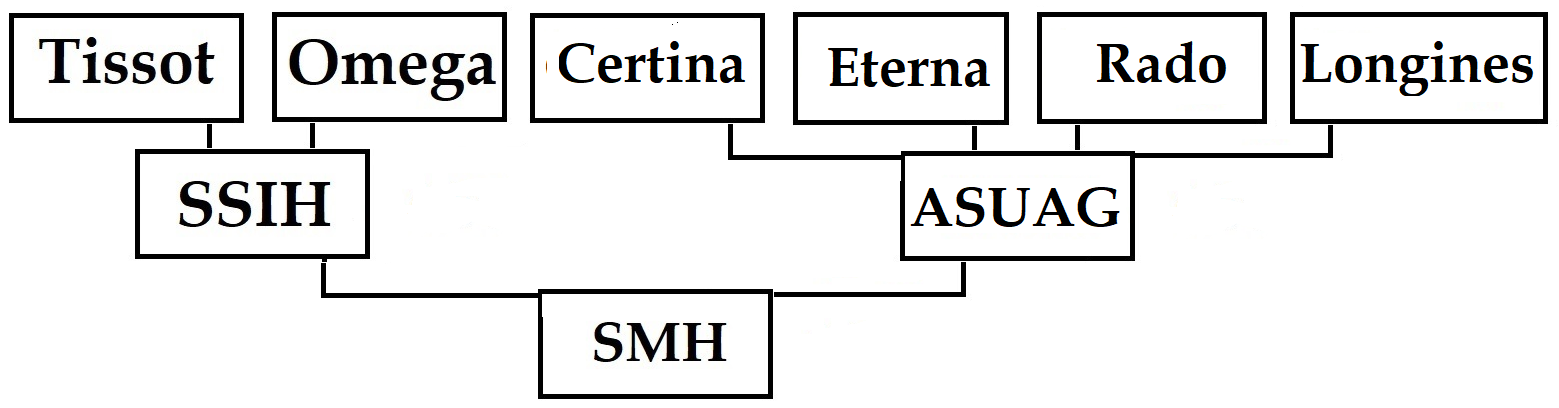
Concentration horlogère

- marques de GWC apportée par l'ASUAG :
  - Certina (1888)
  - Edox (1884)
  - Eterna (1856)
  - Longines (1932)
  - Mido (1918)
  - Oris (1904)
  - Rado (1917)
- holdings apportées par l'ASUAG :
  - Ebauches (1925)
  - Fabriques d'assortiments réunies (1932)
  - Fabriques de balanciers réunies (1932)
  - Fabriques de spiraux réunies (1895)

La SMH a eu à un moment donné la difficile tâche de dissoudre la SSIH et l'ASUAG, avec toutes leurs filiales, pour réorganiser les différentes marques autrement. L'ASUAG, notamment détenait des groupes hétéroclites et avait regroupé toutes ses marques de montre dans le groupement (en) General Watch Company (GWC).
À Bienne, la Société suisse de microélectronique et d'horlogerie SA (SMH) reprend, en 1983, la marque Omega, fondée à la Chaux-de-Fonds en 1888, et qui avait fondé la SSIH en 1931. À Bienne, la SMH reprend également, en 1983, la marque américaine Hamilton, fondée en 1892 aux USA, transférée à Bienne en 1959, et qui avait rejoint la SSIH en 1979. À Bienne toujours, la SMH reprend, en 1983, la marque Certina, fondée à Granges en 1888, qui donnait du travail à 800 personnes dans les années 1970 et qui avait rejoint le GWC de l'ASUAG en 1971. À Bienne, la SMH reprend, en 1983, la marque Edox, fondée à Granges en 1888 et affiliée au GWC de l'ASUAG depuis 1971. À Bienne, toujours, la Société suisse de microélectronique et d'horlogerie SA (SMH) reprend, en 1983, la marque Mido G. Schaeren & Co. fondée en 1918 à Soleure, transplantée à Bienne en 1946, qui a rejoint le GWC de la holding ASUAG en 1971 et qui sera fabriquée au Locle dès 1997.
À Granges, la Société suisse de microélectronique et d'horlogerie SA (SMH) intègre du groupe Ébauches, la marque Eterna, produisant la montre-bracelet quartz analogique la plus mince du monde. Bien que Eterna soit intimement liée à ETA Granges, la SMH cède en 1984 cette marque au groupe Portland-Cement-Werke (PWC), qui le cèdera au groupe Porsche en 1995, avant qu'il soit vendu aux Chinois en 2011. À Granges, la SMH va développer le fabricant d'ébauches ETA, fondé en 1856, dédoublé en 1932 en Eterna SA et Eta SA. ETA rejoint Ebauches cette année-là, puis en 1979, Eta Micro Crystal est la première fabrique européenne à produire des montres à quartz, puis la Swatch en 1982. À Granges, la Société suisse de microélectronique et d'horlogerie SA (SMH) désigne ETA Granges responsable des ébauches de tout le groupe et fonde Ébauches électroniques Marin.
À Hölstein, la Société suisse de microélectronique et d'horlogerie SA (SMH) reprend, en 1983, la marque Oris SA fondée en 1904 comme Oris Watch & Co. à Hölstein dans le canton de Bâle campagne.
Au Locle, la Société suisse de microélectronique et d'horlogerie SA (SMH) reprend en 1983, la marque Tissot, fondée en 1853 au Locle et qui avait fondé la SSIH en 1931. Dans cette même ville, la SMH absorbe les Fabriques d'assortiments réunis (FAR), qui avaient intégré le groupe Ébauches et qui tomberont aux mains de l'allemand Nivarox, au terme d'une lutte épique avec l'inventeur de l'alliage Invar. Au Locle, la Société suisse de microélectronique et d'horlogerie SA (SMH) reprend, en 1984, des sociétés Seitz & Co, Méroz Pierres SA, Sadem SA et Watch Stones & Co SA, résultant elles-mêmes de différentes fusions successives.
À Neuchâtel, la Société suisse de microélectronique et d'horlogerie SA (SMH) reprend, en 1983, la holding Ébauches, qui regroupait un grand nombre de fabricants d'ébauches du nord-ouest helvétique. Toutefois, cette holding Ébauches avait cependant financé à Neuchâtel, le Centre électronique horloger qui avait développé le calibre Beta 21 et qui a autorisé l'horlogerie suisse à pénétrer de plain-pied dans le monde de l'électronique.
À Saint-Imier, la Société suisse de microélectronique et d'horlogerie SA (SMH) reprend, en 1983, la marque Longines, fondée en 1832 à Saint-Imier et qui avait intégré le GWC de l'ASUAG en 1972.
À Soleure, la Société suisse de microélectronique et d'horlogerie SA (SMH) reprend, en 1983, la marque Mido fondée en 1918 à Soleure, et qui avait rejoint le GWC de l'ASUAG en 1971.
La société de microélectronique et d’horlogerie (SMH) – rebaptisée The Swatch Group en 1998 – détient de fait bon nombre de marques de montres, dont les plus importantes comme Longines, Omega ou Tissot, mais s’étend vers le haut de gamme. Elle rachètera Breguet en 1999, Jaquet Droz en 2000, Glasshütte Original en 2000…

## Disparition de la SMH
L'étude de la société de N. Hayek préconise au début des années 1980 la mise sur le marché d'un autre type de montre, à quartz et bon marché. Cette montre en plastique a pu sortir au bon moment grâce aux résultats des recherches du CEH de Neuchâtel.
À côté de toutes les marques conventionnelles rachetées par la SMH, le succès de la « Second Watch », la montre à quartz en plastique Swatch, est tel que cette holding, issue de la fusion en 1983 de l'ASUAG et de la SSIH, se rebaptise en 1998 Swatch Group. La SMH a su sauvegarder pendant une quinzaine années les marques et le savoir faire horloger. Le fondateur de la SMH, Nicolas Hayek, meurt le 28 juin 2010 d'une crise cardiaque, à l'âge de 82 ans, et son fils Nick prétend lui succéder, mais sa fille Nayla Hayek est élue à l'unanimité présidente du conseil d'administration de Swatch Group le 30 juin 2010.

## Directeurs
| Portrait      | Identité                    | Période | Période | Durée |
| Portrait      | Identité                    | Début   | Fin     | Durée |
| ------------- | --------------------------- | ------- | ------- | ----- |
| Ernst Thomke  | Ernst Thomke (né en 1939)   | 1984    | 1991    | 7 ans |
| Nicolas Hayek | Nicolas Hayek (1928 - 2010) | 1991    | 1998    | 7 ans |

### Référence financière
| Forme juridique | société anonyme      |
| Action          | SWX : UHR SWX : UHRN |